# Americké psycho 2
Americké psycho 2 (v originále American Psycho 2) je pokračování filmu Americké psycho z roku 2000. Film měl premiéru 18. června 2002 a na rozdíl od jeho předchůdce, který režírovala Mary Harron, je jeho režisérem Morgan J. Freeman. Autorem hudby k filmu je Norman Orenstein a hlavní roli v něm hrála Mila Kunis. Ve filmu již není postava Patricka Batemana, kterého původně hrál Christian Bale, zůstala však v některých úsecích pouze ve vzpomínkách. V těch Batemana hraje Michael Kremko.